# Цзянбэй (Нинбо)
Цзянбэ́й (кит. упр. 江北, пиньинь Jiangbei, буквально: «к северу от реки») — район города субпровинциального значения Нинбо провинции Чжэцзян.

## География
Цзянбэй расположен между городским уездом Цыси на севере, районами Иньчжоу и Хайшу на юге, городским уездом Юйяо на западе и районом Чжэньхай на востоке. Южная граница (с районом Хайшу) проходит по реке Юнцзян.

## История
После образования КНР в 1949 году урбанизированная часть уезда Иньсянь (鄞县) была выделена в отдельный город Нинбо. В мае 1951 года в Нинбо был образован район Цзянбэй; в том же году часть уезда Чжэньхай перешла под юрисдикцию Нинбо, образовав Пригородный район (郊区). В годы культурной революции районы были упразднены, но впоследствии были созданы вновь.
В 1984 году Пригородный район был присоединён к району Цзянбэй.

## Административное деление
Район делится на 7 уличных комитетов и 1 посёлок.

## Экономика
В промышленной зоне Цзянбэй расположены предприятия по производству автомобильных запчастей и промышленного оборудования для разных отраслей. В районе активно развивается солнечная энергетика, особенно солнечные панели на крышах заводов.

## Транспорт
В районе Цзянбэй расположены 5 станций Второй линии метрополитена Нинбо, которые были открыты 26 сентября 2015 года.